# Палмер, Нейт
Нейтан Палмер—младший (англ. Nathan Palmer Jr.; 23 сентября 1989, Чикаго, Иллинойс) — профессиональный американский футболист, лайнбекер. Выступал в НФЛ с 2013 по 2017 год. На студенческом уровне играл за команды Иллинойсского университета и университета штата Иллинойс. На драфте НФЛ 2013 года был выбран в шестом раунде.

## Биография
Нейт Палмер родился 23 сентября 1989 года в Чикаго. Учился в старшей школе имени Нила Симеона, в составе её футбольной команды играл на позициях лайнбекера и тайт-энда. На момент выпуска входил в число двадцати лучших молодых игроков Иллинойса по версии сайта Rivals. После окончания школы поступил в Иллинойсский университет.

### Любительская карьера
Сезон 2008 года Палмер провёл в статусе освобождённого игрока, не принимая участия в официальных матчах «Файтин Иллайни». В 2009 году он дебютировал в турнире NCAA и сыграл в двенадцати матчах как игрок специальных команд, сделав три захвата. В сезоне 2010 года он принял участие в девяти играх, занеся в свой актив шесть захватов.
Перед началом сезона 2011 года Палмер перешёл в университет штата Иллинойс, где занял место в основном составе команды. Он сыграл в одиннадцати матчах на позиции ди-энда, стал лидером конференции по количеству сделанных сэков, отличился тачдауном на возврате фамбла. В 2012 году Палмер сыграл в стартовом составе «Редбердс» тринадцать матчей, сделав 7,5 сэков и 15 захватов с потерей ярдов. Оба сезона его включали в состав второй сборной звёзд конференции Миссури Вэлли.

### Профессиональная карьера
На драфте НФЛ 2013 года Палмер был выбран клубом «Грин-Бэй Пэкерс» в шестом раунде под общим 193 номером. В команде его рассматривали как претендента на место одного из запасных внешних лайнбекеров позади Клея Мэттьюза и Ника Перри. В дебютном сезоне он не играл важной роли в защите «Пэкерс», хотя провёл один матч в стартовом составе, когда из-за травм выбыл ряд других игроков. Суммарно в чемпионате 2013 года Палмер выходил на поле в шести играх и сделал 17 захватов. Перед стартом следующего сезона он был внесён в список травмированных и на поле в официальных играх 2014 года не выходил.
Восстановившись после травмы колена, регулярный чемпионат 2015 года Палмер начал игроком основного состава, заменив выбывшего из-за повреждения стопы Сэма Баррингтона. В первых одиннадцати играх он сделал 47 захватов и сэк, но был худшим по игре в прикрытии по оценкам Pro Football Focus, а также допустил девять ошибок при захватах. В заключительной части сезона из состава его вытеснил новичок Джейк Райан. Оставшиеся матчи Палмер провёл в специальных командах «Пэкерс». В апреле 2016 года клуб отчислил его.
Регулярный чемпионат 2016 года Палмер провёл в составе «Теннесси», сыграв в четырнадцати матчах. Он был одним из ключевых игроков специальных команд «Тайтенс», а также сделал два захвата как игрок защиты. В марте 2017 года он продлил контракт с клубом ещё на один сезон. В чемпионате Палмер сыграл за команду в десяти матчах. В августе 2018 года его внесли в список травмированных из-за проблем с ногой, после чего он второй раз в карьере был вынужден полностью пропустить сезон. Весной 2019 года он получил статус свободного агента.
После окончания карьеры Палмер занялся бизнесом под франшизой Smoothie King.

#### Статистика выступлений в НФЛ

##### Регулярный чемпионат
| Сезон | Команда          | Игры | Захваты | Захваты | Захваты | Захваты | Захваты | Перехваты | Перехваты | Перехваты | Перехваты | Перехваты | Фамблы | Фамблы | Фамблы | Фамблы |
| Сезон | Команда          | Игры | Solo    | Ast     | Tot     | Loss    | Sk      | Int       | Yds       | Y/R       | TD        | PD        | FR     | Yds    | TD     | FF     |
| ----- | ---------------- | ---- | ------- | ------- | ------- | ------- | ------- | --------- | --------- | --------- | --------- | --------- | ------ | ------ | ------ | ------ |
| 2013  | Грин-Бэй Пэкерс  | 8    | 8       | 9       | 17      | 1       | 0,0     | 0         | 0         | 0,0       | 0         | 0         | 0      | 0      | 0      | 0      |
| 2014  | Грин-Бэй Пэкерс  | —    | —       | —       | —       | —       | —       | —         | —         | —         | —         | —         | —      | —      | —      | —      |
| 2015  | Грин-Бэй Пэкерс  | 16   | 47      | 21      | 68      | 3       | 1,0     | 0         | 0         | 0,0       | 0         | 2         | 0      | 0      | 0      | 0      |
| 2016  | Теннесси Тайтенс | 14   | 7       | 5       | 12      | 1       | 0,0     | 0         | 0         | 0,0       | 0         | 0         | 0      | 0      | 0      | 0      |
| 2017  | Теннесси Тайтенс | 10   | 6       | 5       | 11      | 0       | 0,0     | 0         | 0         | 0,0       | 0         | 0         | 0      | 0      | 0      | 0      |
| 2018  | Теннесси Тайтенс | —    | —       | —       | —       | —       | —       | —         | —         | —         | —         | —         | —      | —      | —      | —      |
| Всего | Всего            | 48   | 68      | 40      | 108     | 5       | 1,0     | 0         | 0         | 0,0       | 0         | 2         | 0      | 0      | 0      | 0      |

##### Плей-офф
| Сезон | Команда          | Игры | Захваты | Захваты | Захваты | Захваты | Захваты | Перехваты | Перехваты | Перехваты | Перехваты | Перехваты | Фамблы | Фамблы | Фамблы | Фамблы |
| Сезон | Команда          | Игры | Solo    | Ast     | Tot     | Loss    | Sk      | Int       | Yds       | Y/R       | TD        | PD        | FR     | Yds    | TD     | FF     |
| ----- | ---------------- | ---- | ------- | ------- | ------- | ------- | ------- | --------- | --------- | --------- | --------- | --------- | ------ | ------ | ------ | ------ |
| 2015  | Грин-Бэй Пэкерс  | 2    | 0       | 0       | 0       | 0       | 0,0     | 0         | 0         | 0,0       | 0         | 0         | 0      | 0      | 0      | 0      |
| 2017  | Теннесси Тайтенс | 1    | 0       | 0       | 0       | 0       | 0,0     | 0         | 0         | 0,0       | 0         | 0         | 0      | 0      | 0      | 0      |
| Всего | Всего            | 3    | 0       | 0       | 0       | 0       | 0,0     | 0         | 0         | 0,0       | 0         | 0         | 0      | 0      | 0      | 0      |